# Arrhoges occidentalis
Arrhoges occidentalis là một loài ốc biển thuộc chi đơn loài Arrhoges, trong họ Aporrhaidae và liên họ Stromboidea.
Chúng là động vật thân mềm chân bụng sống ở biển có kích cỡ trung bình.